# Donald F. Squires
Donald Fleming Squires (* 19. Dezember 1927 in Glen Cove, New York; † 19. Dezember 2017 in Tasmanien) war ein US-amerikanischer Meeresforscher und IT-Fachmann.

## Leben
Squires erhielt 1950 einen Bachelor of Arts an der Cornell University und 1952 einen Master of Science an der University of Kansas. 1955 wurde er an der Cornell University zum Ph.D. promoviert. Von 1955 bis 1961 arbeitete er am American Museum of Natural History (AMNH) als Assistenzkurator in der paläontologischen Abteilung.
1962 wechselte er zum National Museum of Natural History (NMNH), wo verschiedene Positionen innehatte, von 1963 und 1964 als Kurator, 1965 als erster Vorsitzender der neu geschaffenen Abteilung für Wirbellosen-Zoologie und von 1966 bis 1968 als stellvertretender Direktor unter Richard Sumner Cowan. Von 1963 bis 1967 war er Leiter des Ausschusses für elektronische Datenverarbeitung im Smithsonian.
Von Juli 1967 bis August 1970 war Squires Leiter eines Smithsonian-Projekts zur Entwicklung eines Informationsspeicher- und Abfragesystems für biologische und geologische Daten, museumsintern als HEW-Projekt bekannt, das teilweise vom US-amerikanischen Bildungsministerium gefördert wurde.
Mit diesem Projekt wurde erstmals erfolgreich die Praxistauglichkeit moderner Digitalcomputer für die Verwaltung von Museumssammlungen, einschließlich Dateneingabe, Indexierung und Informationsspeicherung und -abfrage getestet. Demonstrationen des Systems wurden für Mitarbeiter der Smithsonian Institution sowie für Museumsdirektoren und Kuratoren vieler anderer naturhistorischer Sammlungen durchgeführt. Diese Software wurde nach Abschluss des Projekts weitgehend verworfen. Einige wichtige Ergebnisse des Projekts waren die Gründung des Automatic Data Processing Program am NMNH im Januar 1970 mit James F. Mello als Leiter. Die technischen Erfahrungen, die sowohl die Computerprogrammierer als auch die Museumsmitarbeiter während des HEW-Projekts sammelten, gipfelten in der Entwicklung der Software SELGEM (SELf GEnerating Master), die mehr als 30 Jahre lang am Smithsonian eingesetzt wurde.
Im Dezember 1967 organisierte Squires in Zusammenarbeit mit der Smithsonian Institution und der Nationalen Autonomen Universität von Mexiko ein Symposium zu Problemen der Information in den Naturwissenschaften, eines der ersten seiner Art.
Von 1971 bis 1985 war Squires Professor für Biowissenschaften, Geowissenschaften und Weltraumwissenschaften sowie Direktor des Marine Sciences Research Center an der Stony Brook University, New York. 1985 wurde er Professor für Meereskunde und Direktor des Meeresforschungsinstituts der University of Connecticut.
Squires war als Autor oder Co-Autor an über siebzig Schriften beteiligt. Viele davon befassten sich mit Blumentieren, von denen er mehrere neue Arten beschrieb.

## Dedikationsnamen
Nach Squires sind die Arten Caryophyllia squiresi Cairns, 1982, Crispatotrochus squiresi (Cairns, 1979), Rhombopsammia squiresi Owens, 1986 und Sphenotrochus squiresi Cairns, 1995 benannt.
1968 benannte das Advisory Committee on Antarctic Names den Berg Squires Peak in Palmerland auf der Antarktischen Halbinsel nach Donald F. Squires.

## Schriften (Auswahl)
- The Cretaceous and Tertiary Corals of New Zealand [New Zealand Geological Survey – Paleontological Bulletin 29], 1958
- Deep sea corals collected by the Lamont Geological Observatory Nr. 1: Atlantic Corals, 1959
- Deep sea corals collected by the Lamont Geological Observatory Nr. 2: Scotia Corals, 1961
- Deep sea corals collected by the Lamont Geological Observatory Nr. 3: Larvae of the Argentine scleractinian coral Flabellum curvatum Moseley, 1962
- The Marine Fauna of New Zealand: Scleractinian Corals, 1967
- The Bight of the Big Apple, 1981
- Alchemy For The 80s Riches From Our Coastal Resources, 1982
- Ocean Dumping Quandary: Waste Disposal in the New York Bight, 1983